# Teatr Skampa w Elbasanie
Teatr Skampa w Elbasanie (alb.: Teatri Skampa) – jedna z najważniejszych scen teatralnych Albanii, która rozpoczęła działalność w lipcu 1962 w budynku kina Nacional, wzniesionego w 1938 w Elbasanie.

## Historia
W 1938, w centrum Elbasanu wzniesiono budynek, w którym znalazło siedzibę jedno z najnowocześniejszych kin w ówczesnej Albanii, przeznaczone dla 450 widzów, z zapleczem umożliwiającym także realizację przedstawień teatralnych.
Pierwsze amatorskie zespoły teatralne w Elbasanie działały już od 1919. Po zakończeniu II wojny światowej grupa amatorów teatru podjęła działalność artystyczną w miejscowym Domu Kultury. Dopiero jednak po utworzeniu Teatru Ludowego w Tiranie rozpoczęto tworzenie scen zawodowych we wszystkich większych miastach Albanii.
16 lipca 1962 w budynku dawnego kina "Nacional" zainaugurowano działalność sceny zawodowej. Na scenie występowało kilkunastu aktorów: byli wśród nich Demir Hyskja, Eglantina Stafa, Pavlina Gjyli i Skender Hoxha, wkrótce potem dołączyli do nich absolwenci szkoły teatralnej w Tiranie - Robert Ndrenika i Shpëtim Shmili. Pierwszym reżyserem Teatru Skampa został Lec Shllaku. Pierwszą sztuką wystawioną na scenie w Elbasanie był dramat Białe okrążenie (Rrethimi i bardhe) Nauma Priftiego. W latach 70. teatr wystawiał głównie sztuki autorów albańskich. W tym czasie zespół teatru znacznie się odmłodził, a kadrę aktorską zasilili absolwenci szkoły teatralnej.
Jednym z największych sukcesów sceny w Elbasanie było zwycięstwo na IX Festiwalu Teatralnym w Tiranie (13-18 listopada 1989), które przyniosła inscenizacja sztuki Sa shume gjethe te thata ate vjeshte, w reżyserii Spiro Duniego.
W latach 90., pod kierunkiem nowego dyrektora Astrita Çermy repertuar teatru uległ zasadniczym zmianom. Oprócz klasyki dramatu albańskiego pojawiały się także sztuki Woody Allena, Dario Fo i Eugène Ionesco. W 1999 Teatr Skampa zorganizował po raz pierwszy Międzynarodowy Festiwal Teatrów Eksperymentalnych, z udziałem zaproszonych trup teatralnych z krajów bałkańskich.
4 sierpnia 2011 doszło do pożaru w budynku teatru, prawdopodobnie płomienie przeniosły się z sąsiadującego z teatrem hotelu. Pożar strawił scenę, miejsca dla publiczności, a także korytarze teatru. Po tym wydarzeniu teatr wstrzymał swoją działalność na okres sześciu miesięcy, a aktorzy występowali w miejscowych restauracjach. Przy wsparciu finansowym władz miasta i towarzystwa ubezpieczeniowego Sigal teatr odbudowano i w lutym 2012 wznowił działalność artystyczną. W 2020 teatr został zamknięty na rok z powodu pandemii koronawirusa COVID-19. Działalność teatru wznowiono we wrześniu 2021.